# 班布里奇鎮區 (印地安納州杜波伊斯縣)
班布里奇鎮區（英語：Bainbridge Township）是位於美國印地安納州杜波伊斯縣的一個行政鎮區。

## 地方資料
根據2010年美國人口普查的數據，班布里奇鎮區的面積為91.90平方千米，當中陸地面積為90.90平方千米，而水域面積為1.00平方千米。當地共有人口16020人，而人口密度為每平方千米174.32人。